# 孟加拉灣

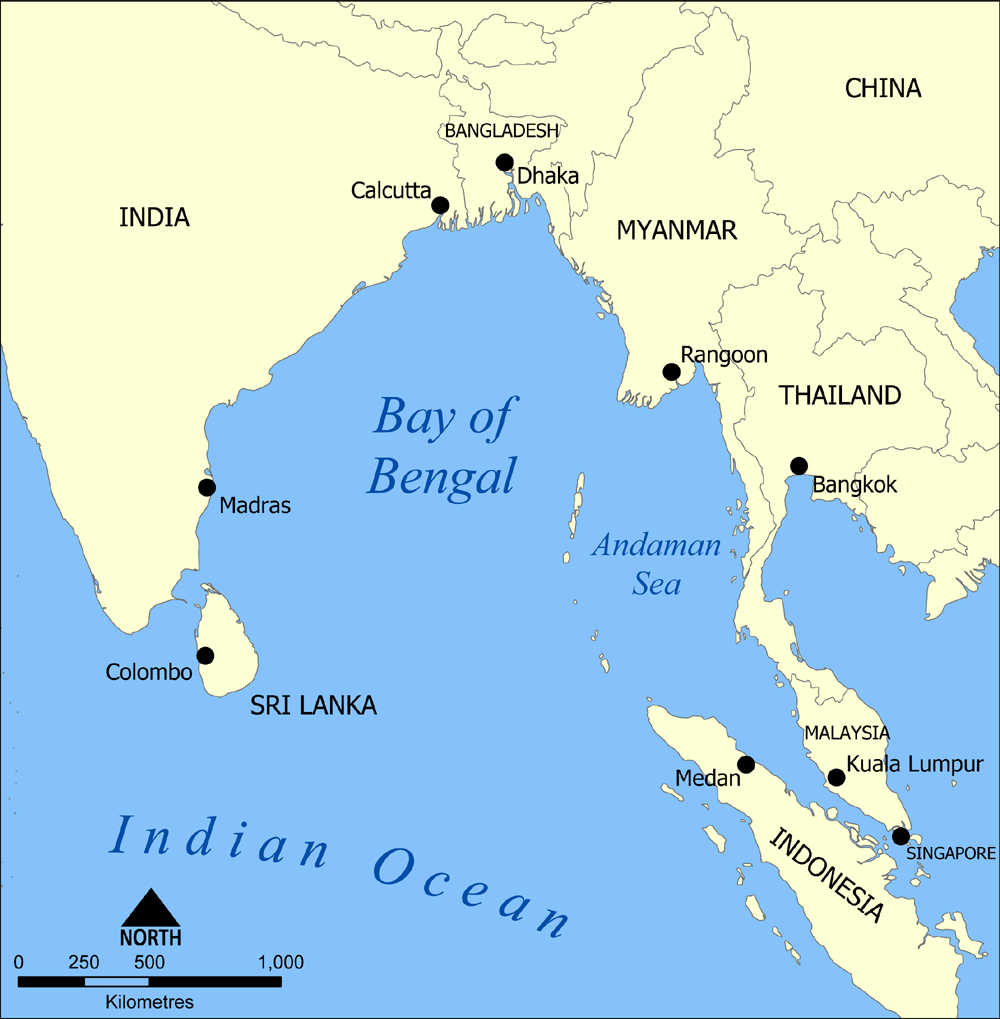
孟加拉湾及沿岸地图

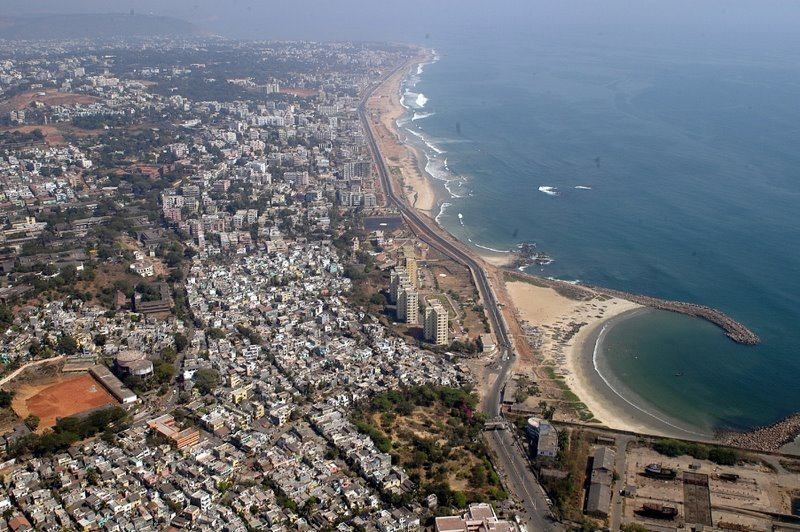
從維沙卡帕特南看孟加拉灣

孟加拉湾是印度洋北部的一个海湾，西临印度半岛，东临中南半岛，北临缅甸和孟加拉国，南在斯里兰卡至苏门达腊岛一线与印度洋本体相交，经马六甲海峡与暹罗湾和南海相连。宽约1600公里，面积217万平方公里；水深2000-4000米，南部较深；盐度30-34‰。
沿岸国家有印度、孟加拉国、缅甸、泰国、斯里兰卡、马来西亚和印度尼西亚。
印度和缅甸的一些主要河流均流入孟加拉湾，著名的大河有：恒河、布拉马普特拉河、伊洛瓦底江、萨尔温江、克里希纳河等等。孟加拉湾中著名的岛屿包括斯里兰卡岛、安达曼群岛、尼科巴群岛、普吉岛等。
孟加拉湾沿岸贸易发达，主要港口有：印度的加尔各答、金奈、本地治里、孟加拉国的吉大港、缅甸的仰光、毛淡棉、泰国的普吉、马来西亚的槟榔屿、印度尼西亚的班达亚齐、斯里兰卡的贾夫纳等等。
孟加拉湾位于南亚和东南亚的中心位置。它位于两个巨大经济区块的中心，即南盟和东盟。它在北部影响着中国南部的内陆地区以及印度和孟加拉国的主要海港。中国、印度和孟加拉国已经与马来西亚、泰国和印度尼西亚签订了海军合作协议，以加强合作，遏制公海上的恐怖主义。